# Gregorio de Tatev
Gregorio de Tatev, o Grigor Tatevatsi (en armenio: Գրիգոր Տաթևացի; 1346 – 1409 o 1410) fue un filósofo, teólogo y santo en la Iglesia apostólica armenia.

## Biografía
Nació en Tmkaberd, en la actualidad territorio de Georgia.
Fue un monofisita fiel, en un momento en que la Iglesia armenia estaba estableciendo relaciones con la Iglesia católica, defensora del diofisismo. Escribió en contra de unir la iglesia armenia con Roma.
En 1397, durante las perpetuas invasiones de los timúridas, completó el Libro de las preguntas, un completo esquema teológico básico.
El 16 de octubre de 2010 se inauguró un monumento en su honor en Goris, Armenia.